# 查理五世宫

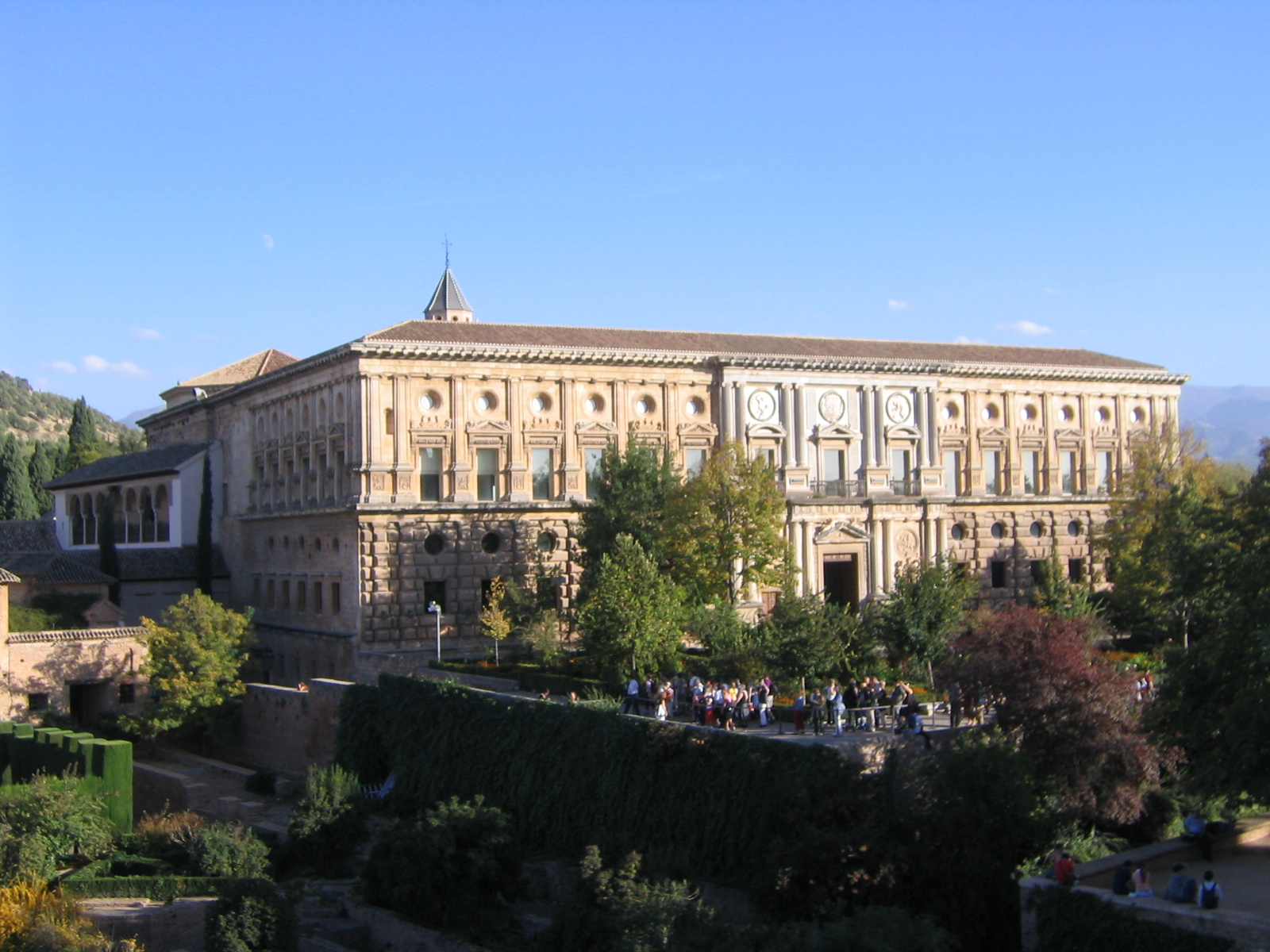
查理五世宫外观

查理五世宫（西班牙語：Palacio de Carlos V）是西班牙南部格拉纳达的一座文艺复兴建筑，位于阿尔罕布拉宫内。神聖羅馬皇帝查理五世希望靠近阿尔罕布拉宫建造一个与皇帝身份相称的永久住所（1492年天主教双王征服该市后，已经改变阿尔罕布拉宫的一些房间）。
负责工程的建筑师佩德罗·马丘卡在1527年兴建宫殿时，采用了即使在意大利也仍然处于起步阶段的风格主义样式。当时，西班牙建筑流行银匠风格，仍有哥特式的痕迹。这座两层的宫殿下层采用塔司干柱式，而上层是爱奥尼克柱式。其内部有一个圆形天井，在当时相当前卫。天井的下层采用没有装饰的多立克柱式的柱廊，而上层采用富于装饰的爱奥尼克柱廊。

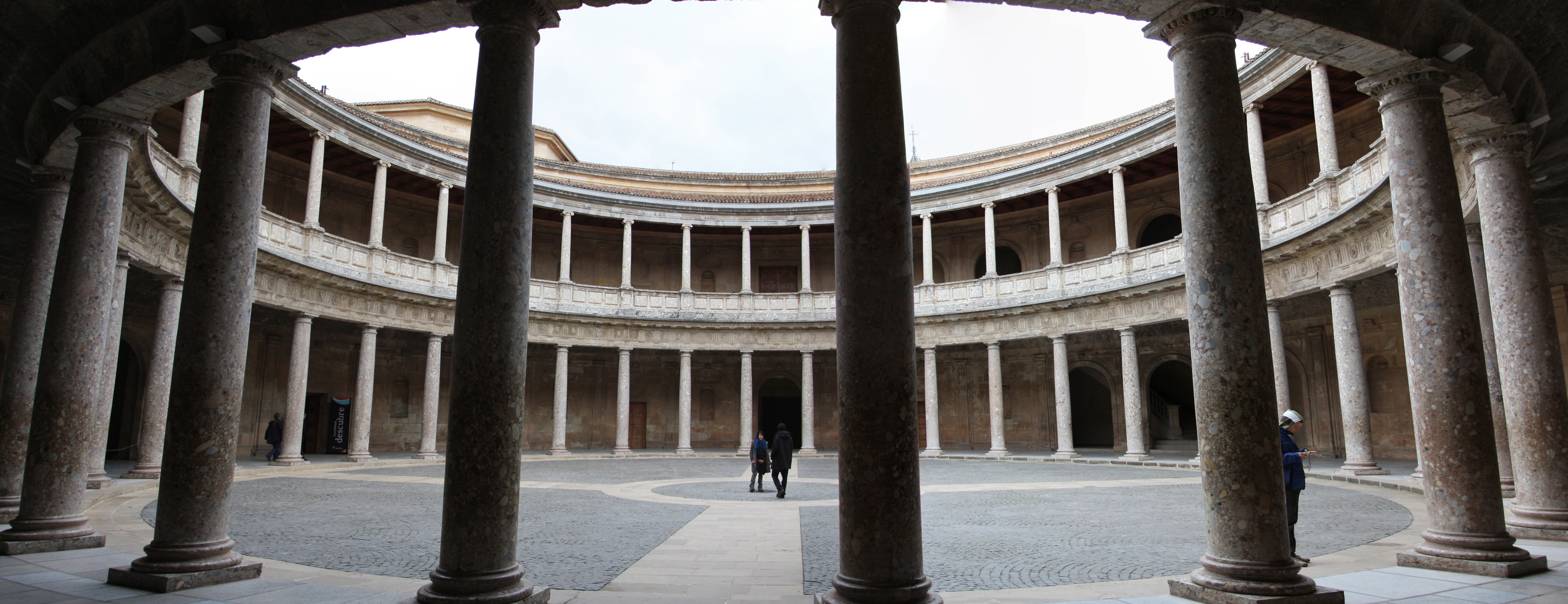
下层全景

内部空间和楼梯也是方形和圆形的组合。